# Uncontrollably Fond
Uncontrollably Fond (hangeul : 함부로 애틋하게 ; RR : Hamburo Aeteuthage) est une série télévisée sud-coréenne en vingt épisodes de 60 minutes, diffusée les mercredis et jeudis entre le 6 juillet et le 8 septembre 2016 sur KBS2 avec comme acteurs principaux Kim Woo-bin et Bae Suzy,,,,.

## Synopsis
Shin Jun-Young (Kim Woo-bin) et Noh Eul (Bae Suzy) étaient en couple à l'adolescence, mais les aléas de la vie les ont séparés. Des années plus tard, ils se rencontrent à nouveau alors que Shin Jun-young est devenu un chanteur à succès et que Noh Eul est productrice de documentaires.
Désormais adulte, Jun-Young est une star adulée et très médiatisée mais dotée d'un caractère arrogant, capricieux et hautain. Noh Eul, quant à elle, est une productrice et réalisatrice de documentaires peu recommandable, connue de tous comme étant matérialiste et vénale. Alors que celle-ci se trouve sur le point de perdre son emploi pour avoir accepté un énième pot-de-vin, Jun-Young découvre qu'il souffre d'une maladie incurable. Il accepte alors de participer au tournage d'un documentaire dans le but d'aider No Eul à gagner de l'argent de manière honorable et à se refaire une réputation dans le milieu.

## Distribution

### Acteurs principaux
- Kim Woo-bin : Shin Jun-young
- Bae Suzy : Noh Eul
- Lim Ju-hwan : Choi Ji-tae
- Lim Ju-eun : Yoon Jeong-eun

### Acteurs secondaires
Entourage de Shin Joon-young
- Jin Kyung : Shin Young-ok
- Choi Moo-sung : Jang Jung-shik
- Hwang Jung-min : Jang Jung-ja
- Park Soo-young : Namgoong
- Jung Soo-kyo : Jang Kook-young
- Jang Hee-ryoung : Jang Man-ok

Entourage de No Eul
- Lee Seo-won : Noh Jik
- Park Hwan-hee : Go Na-ri
- Kim Jae-hwa : Kim Bong-suk

Entourage de Choi Ji-tae
- Yu Oh-seong : Choi Hyeon-joon
- Jung Seon-kyung : Lee Eun-soo
- Ryu Won : Choi Ha-roo

Autres
- Jung Dong-hwan : Yoon Sung-Ho
- Kim Ki-bang

## Diffusion
- KBS2 (2016)
- KBS World
- Viu
- Videoland Drama
- Channel 8
- HTV2
- DramaFever
- Asianovela Channel (ABS-CBN) (2018)

## Réception
| Nombre d'épisodes | Date de diffusion  | Part d'audience moyenne | Part d'audience moyenne     | Part d'audience moyenne | Part d'audience moyenne     |
| Nombre d'épisodes | Date de diffusion  | TNmS                    | TNmS                        | AGB Nielsen             | AGB Nielsen                 |
| Nombre d'épisodes | Date de diffusion  | Tout le pays            | Région de la capitale Séoul | Tout le pays            | Région de la capitale Séoul |
| ----------------- | ------------------ | ----------------------- | --------------------------- | ----------------------- | --------------------------- |
| 1                 | 6 juillet 2016     | 11.5%                   | 12.7%                       | 12,5 %                  | 13,8 %                      |
| 2                 | 7 juillet 2016     | 9.3%                    | 9.4%                        | 12,5 %                  | 12,8 %                      |
| 3                 | 13 juillet 2016    | 10,7 %                  | 12,3 %                      | 11,9 %                  | 13,3 %                      |
| 4                 | 14 juillet 2016    | 9,4 %                   | 10,9 %                      | 11,0 %                  | 12,0 %                      |
| 5                 | 20 juillet 2016    | 10,9 %                  | 11,4 %                      | 12.9%                   | 14.0%                       |
| 6                 | 21 juillet 2016    | 10,0 %                  | 10,9 %                      | 11,1 %                  | 11,5 %                      |
| 7                 | 27 juillet 2016    | 8,7 %                   | 9,4 %                       | 8,6 %                   | 9,5 %                       |
| 8                 | 28 juillet 2016    | 8,0 %                   | 9,5 %                       | 8,9 %                   | 10,1 %                      |
| 9                 | 3 août 2016        | 7,0 %                   | 8,0 %                       | 8,2 %                   | 9,0 %                       |
| 10                | 4 août 2016        | 7,1 %                   | 7,6 %                       | 8,1 %                   | 9,0 %                       |
| 11                | 10 août 2016       | 7,3 %                   | 8,1 %                       | 7,9 %                   | 7,8 %                       |
| 12                | 11 août 2016       | 9,6 %                   | 9,9 %                       | 9,9 %                   | 10,6 %                      |
| 13                | 17 août 2016       | 6,8 %                   | 6,8 %                       | 8,0 %                   | 8,6 %                       |
| 14                | 18 août 2016       | 6,8 %                   | 6,9 %                       | 8,7 %                   | 9,6 %                       |
| 15                | 24 août 2016       | 6,4 %                   | <7,1 %                      | 8,0 %                   | 8,4 %                       |
| 16                | 25 août 2016       | 6.1%                    | <7,6 %                      | 7.7%                    | 8,4 %                       |
| 17                | 31 août 2016       | 7,0 %                   | 6.1%                        | 8,0 %                   | 8,0 %                       |
| 18                | 1er septembre 2016 | 7,2 %                   | 6,8 %                       | 7,9 %                   | 8,5 %                       |
| 19                | 7 septembre 2016   | 7,2 %                   | 8,0 %                       | 8,0 %                   | 7.6%                        |
| 20                | 8 septembre 2016   | 7,4 %                   | <7,3 %                      | 8,4 %                   | 9,0 %                       |
| Moyenne           | Moyenne            | 8,21 %                  | <8,84 %                     | 9,41 %                  | 10,08 %                     |